# Elektret-Filter
Ein Elektret-Filter ist ein Gasfilter, dessen Fasern so hergestellt werden, dass diese elektrische Ladungen in sich tragen oder eine permanente elektrische Polarisation aufweisen. Elektret-Filter werden erst seit den 1980er-Jahren in Theorie und Praxis untersucht. Sie werden u. a. in der Klima- und Lüftungstechnik sowie in Atemschutzmasken angewendet.
Elektret-Filter sind Tiefenfilter und bestehen in der Regel aus Polymerfasern. Die Partikelabscheidung an Elektret-Fasern erfolgt bei ungeladenen Partikeln aufgrund von Influenz und bei geladenen Partikeln infolge Coulombscher Kraft. Insbesondere für Partikeldurchmesser kleiner als 1 µm können Elektret-Filter im Vergleich zu nicht geladenen Filtern höhere Abscheidegrade erreichen. Mit zunehmender Partikelablagerung auf den Fasern werden diese abgeschirmt, und der elektrostatische Abscheideeffekt nimmt ab.